# Хонг Чау
Хонг Чау (в'єт. Hồng Châu, англ. Hong Chau, нар. 25 червня 1979) — американська акторка в'єтнамського походження, номінантка премій «Оскар», «БАФТА», «Золотий глобус», Премії Гільдії кіноакторів США та «Вибір критиків». Найвідоміші ролі — у фільмах «Зменшення» (2018) та «Кит» (2022).

## Біографія
Народилася в 1979 році в Таїланді. У 1997 році закінчила Луїзіанську школу математики, природничих наук і мистецтва. Подальшу освіту здобула в Бостонському університеті.
У 2006 році дебютувала на телебаченні в серіалі «У пошуках моєї Америки». Хонг Чау також знялася в телевізійних проєктах «CSI: Місце злочину», «NCIS: Полювання на вбивць», «Американський тато!», «Як я зустрів вашу маму», «Моя команда», «Шоу Сари Сільверман», «Щасти, Чарлі!», «Від А до Я», «Велика маленька брехня». У 2014 році дебютувала у великому кіно в фільмі «Вроджена вада», за який в наступному році отримала Приз Роберта Олтмена на 30-й церемонії вручення премії «Незалежний дух». У 2017 році Александер Пейн запросив Хонг Чау взяти участь у фільмі «Зменшення». Її персонажка — Нгок Лан Тран, політична іммігрантка з В'єтнаму, яка втратила ногу. Ця роль стала її проривом. Акторка отримала номінації на «Золотий глобус», Премію Гільдії кіноакторів США і «Вибір критиків» за найкращу жіночу роль другого плану. У 2019 Чау виконала одну з головних ролей в незалежному драматичному фільмі «Під'їзди». За акторську роботу була номінована на премію «Незалежний дух» за найкращу жіночу роль. Її наступними великими роботами на телебаченні стали ролі в серіалах «Вартові» і «Повернення додому». В останньому Чау спочатку виконувала другорядну роль, але в другому сезоні увійшла до основного акторського складу.

## Фільмографія
| Рік       |   | Українська назва          | Оригінальна назва                  | Роль                  |
| --------- | - | ------------------------- | ---------------------------------- | --------------------- |
| 2006      | с | В пошуках моєї Америки    | Finding My America                 | Мін                   |
| 2008      | с | Шоу Сари Сільверман       | Show Sarah Silverstone             | Асі Массіас           |
| 2010      | с | NCIS: Полювання на вбивць | Naval Police                       | Моллі Чо              |
| 2010      | с | Як я зустрів вашу маму    | How I Met your mother              | Как Уля               |
| 2010      | с | Моя команда               | My team                            | Одрі                  |
| 2010—2011 | с |                           | The delirium my father is carrying | DJ                    |
| 2011—2013 | с | Трімей                    | Trimei                             | Лін                   |
| 2012      | с | C.S.I.: Місце злочину     | C.S.I. Crime scene                 | Джулія Бланж          |
| 2012      | с | Щасти, Чарлі!             | Hold on, Charlie!                  | Тереза                |
| 2014      | ф | Вроджена вада             | Inherent Vice                      | Джейд                 |
| 2014—2015 | с | Від «А» до «Я»            | From A to Z                        | Лора                  |
| 2017      | с | Американський тато!       | American Dad                       | корейська шпигунка    |
| 2017—2019 | с | Велика маленька брехня    | Big Little Lies                    | Джекі                 |
| 2017      | ф | Зменшення                 | Downsizing                         | Нгок Лан Тран         |
| 2018      | ф | Качине масло              | Duck Butter                        | Гло                   |
| 2018      | с | Назавжди                  | Forever                            | Сара                  |
| 2018—2020 | с | Повернення додому         | Homecoming                         | Одрі Темпл            |
| 2019      | с | Вартові                   | Watchmen                           | пані Ч'єу             |
| 2019      | ф | Під'їзди                  | Driveways                          | Кеті                  |
| 2019      | ф | Американка                | American woman                     | Дженні Сімада         |
| 2020      | ф | Артеміс Фаул              | Artemis Fowl                       | Опал Кобої            |
| 2022      | ф | Кит                       | The Whale                          | Ліз                   |
| 2022      | ф | Меню                      | The Menu                           | Ельза                 |
| 2022      | ф | Поява                     | Showing Up                         | Джо Тран              |
| 2023      | ф | Місто астероїдів          | Asteroid City                      | Поллі Грін            |
| 2023      | с | Покерфейс                 | Poker Face                         | Мардж                 |
| 2023      | с | Нічний агент              | The Night Agent                    | Даян Фарр             |
| 2024      | ф | Види милосердя            | Kinds of Kindness                  | Сара / Шерон / Ака    |
| 2024      | ф | Зачинщики                 | The Instigators                    | докторка Донна Рівера |
| 2026      | ф | Буремний перевал          | Wuthering Heights                  | Неллі Дін             |